# Kleine Felskresse
Die Kleine Felskresse (Hornungia petraea), auch als Zwerg-Steppenkresse bezeichnet, ist eine Pflanzenart aus der Gattung der Felskressen (Hornungia) innerhalb der Familie der Kreuzblütengewächse (Brassicaceae).

## Beschreibung

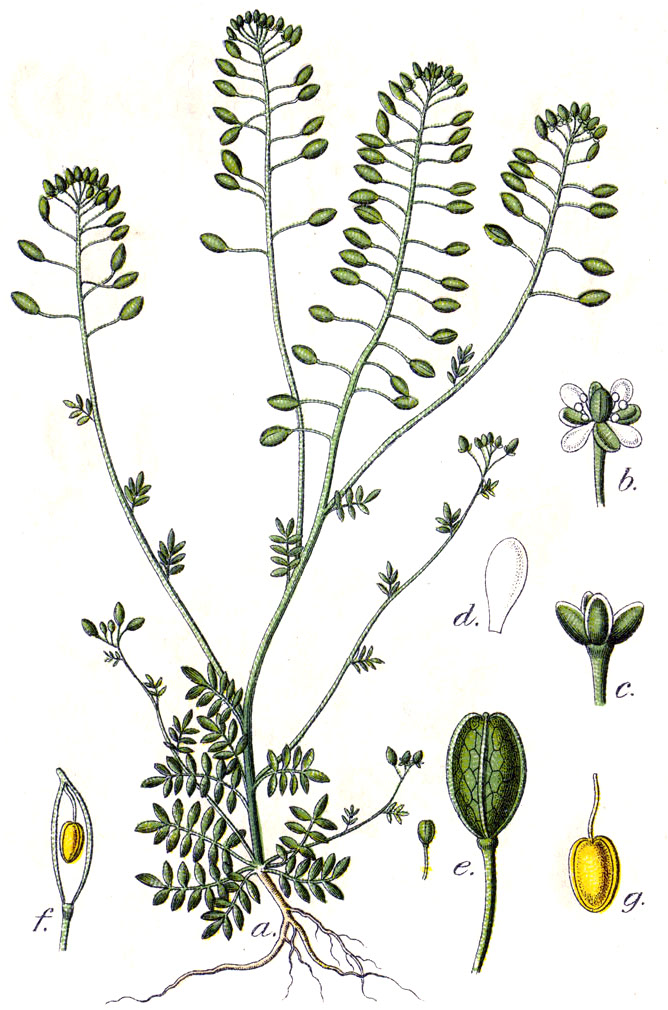
Illustration aus Sturm

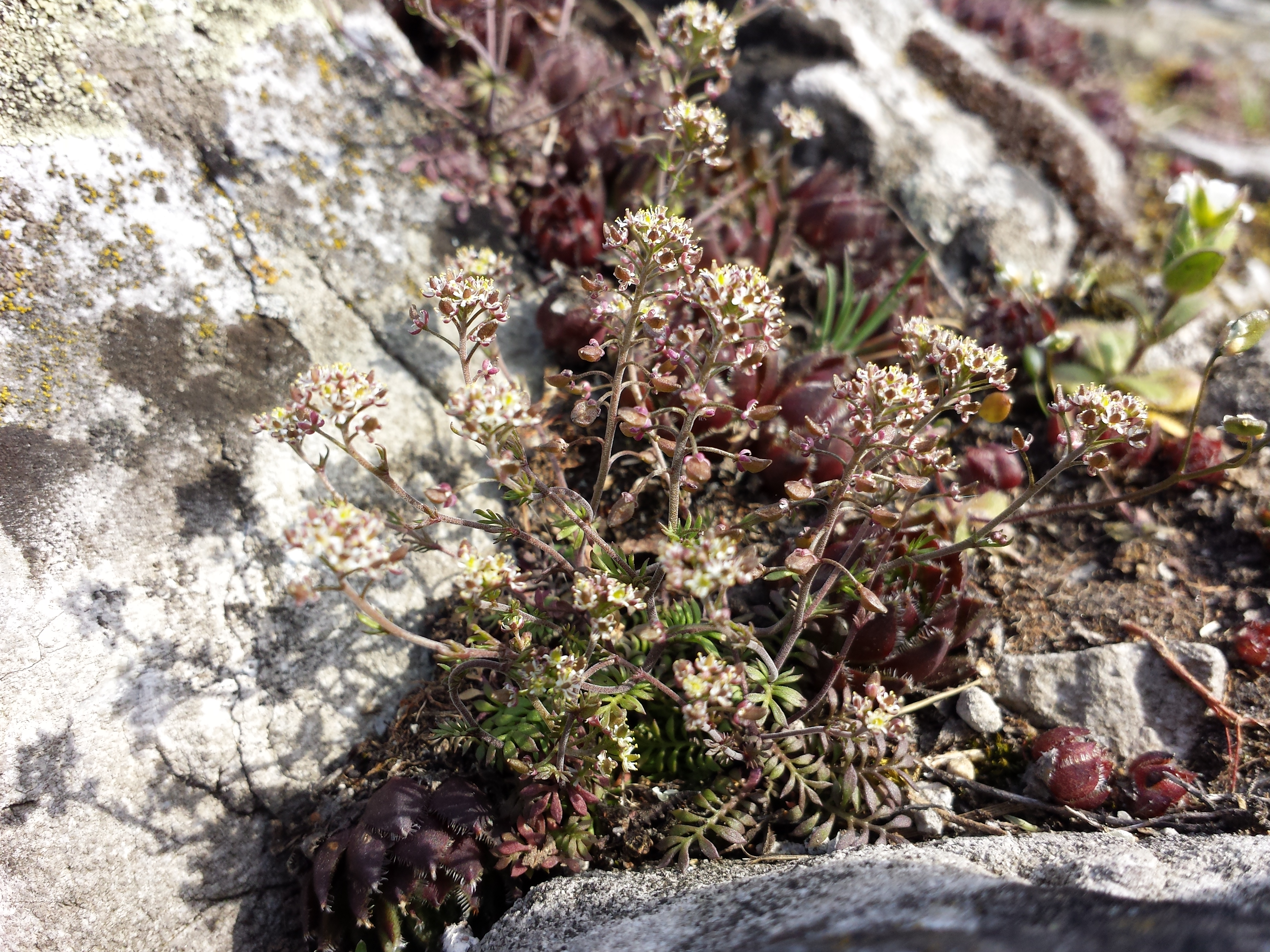
Habitus im Habitat

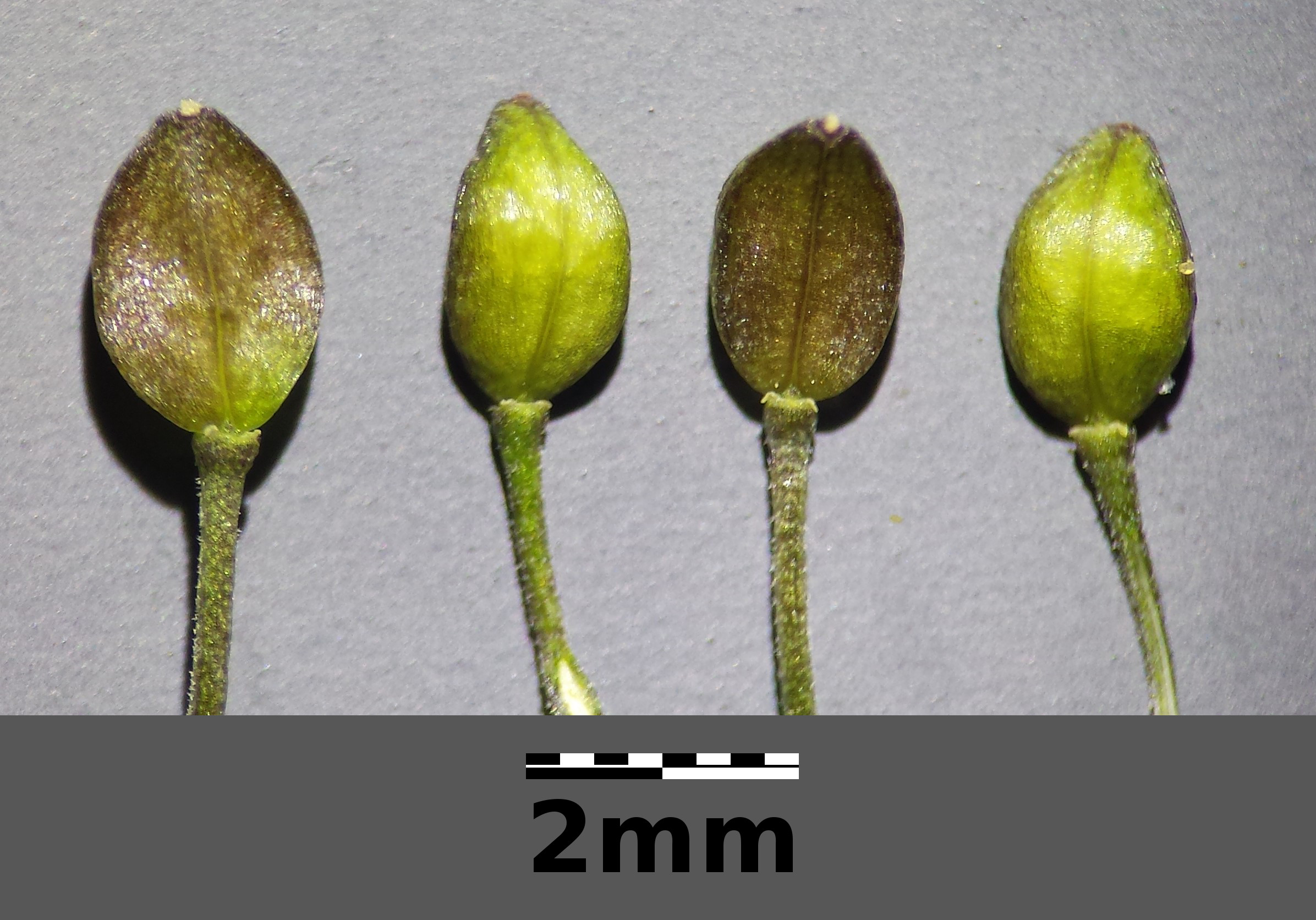
Schötchen

### Vegetative Merkmale
Die Kleine Felskresse wächst als einjährige krautige Pflanze und erreicht Wuchshöhen von nur 2 bis 15 Zentimetern. Die oberirdischen Pflanzenteile sind fast kahl oder besitzen wenige kurze, einfach und verzweigte Haare. Der Stängel ist dünn, ästig verzweigt und beblättert.
Von den Laubblättern befinden sich die untersten in einer grundständigen Rosette und sind in Blattstiel sowie Blattspreite gegliedert. Die Blattspreite ist tief fiederteilig, ihre Zipfel sind länglich bis linealisch.

### Generative Merkmale
Die Blütezeit reicht vorwiegend von April bis Juni. Der Blütenstand ist eine gedrungene Traube. Die zwittrige Blüte besitzt eine doppelte Blütenhülle. Die vier Kelchblätter sind meist violett und besitzen einen weißen Hautrand. Die vier weißen Kronblätter sind mit einer Länge von bis zu 1 Millimeter und einem halben Millimeter Breite nur wenig länger als die Kelchblätter. Die Staubblätter sind etwas länger als die Kronblätter.
Der Fruchtstiel sind abstehend, kahl und 2 bis 6 Millimeter lang. Die Schötchen sind bei einer Länge von 2 bis 5 Millimetern ellipsoidisch mit stumpfem oberen Ende. Die Fruchtklappen besitzen einen deutlichen Mittelnerv. Die Narbe ist fast sitzend und überragt nicht die Ausrandung an der Spitze des Schötchens. In jedem Fruchtfach befinden sich ein bis zwei Samen.

### Chromosomensatz
Die Chromosomenzahl beträgt x = 6; es liegt Diploidie mit einer Chromosomenzahl von 2n = 12 vor.

## Vorkommen und Gefährdung
Hornungia petraea ist von Mitteleuropa bis ins Mittelmeerraum und Nordafrika und östlich bis Kleinasien verbreitet. Selten ist sie auch in Südskandinavien zu finden. Die Kleine Felskresse kommt in Mitteleuropa selten vor. In Österreich ist die Kleine Felskresse zerstreut bis selten vertreten und potentiell gefährdet. In der Schweiz kommt sie selten nur in der Südwestschweiz vor. Die Kleine Felskresse ist in Deutschland selten; außer im Saale/Unstrut-Gebiet findet man sie noch, an wenigen Stellen in Unterfranken, auf dem Süntel in Niedersachsen und in der Pfalz. Die Gefährdung in Deutschland wird mit Kategorie 2 = „stark gefährdet“ bewertet.
Die Kleine Felskresse wächst in Trockenrasengesellschaften wie auf Felsen, in Erdanrissen und anderen, vor allem warmen, kalkreichen Steinböden. Sie ist in Mitteleuropa eine Charakterart des Cerastietum pumili aus dem Verband Alysso-Sedion, kommt aber auch in lückigen Pflanzengesellschaften des Verbands Xerobromion vor.
Die ökologischen Zeigerwerte nach Landolt et al. 2010 sind in der Schweiz: Feuchtezahl F = 1 (sehr trocken), Lichtzahl L = 4 (hell), Reaktionszahl R = 5 (basisch), Temperaturzahl T = 4+ (warm-kollin), Nährstoffzahl N = 1 (sehr nährstoffarm), Kontinentalitätszahl K = 4 (subkontinental), Salztoleranz: tolerant.

## Taxonomie
Die Erstbeschreibung von Hornungia petraea Rchb. erfolgte 1837 durch Ludwig Reichenbach in Ic. Fl. Germ. XII, Tafel 6, Figur 4190.
Die Gattung Hornungia wurde schon des Öfteren mit der Gattung Hutchinsia (Steinkresse, Steppenkresse) vereinigt. Ein Synonym für Hornungia petraea (L.) Rchb. ist Hutchinsia petraea (L.) R.Br.